# Parc naturel de Dinara
Le parc naturel de Dinara est le douzième parc naturel de Croatie et le plus récent, créé le 20 février 2021. Il est situé au sein des Alpes dinariques, dans la région du comté de Split-Dalmatie et du comté de Šibenik-Knin. Sa superficie est de 63 052 hectares (630,52 km²), ce qui en fait le deuxième plus grand parc naturel croate (le plus grand étant le parc naturel de Velebit).

## Territoire
Le 22 mai 2020, une présentation publique a eu lieu à Knin dans le cadre de l'examen public de la loi sur la proclamation du parc naturel Dinara. La présentation a été suivie par le ministre de la protection de l'environnement et de l'énergie Tomislav Ćorić, le préfet du comté de Šibenik-Knin Goran Pauk, le préfet du comté de Split-Dalmatie Blaženko Boban, le maire de Knin Marko Jelić, ainsi que des citoyens et des représentants d'organisations non gouvernementales.

## Biodiversité

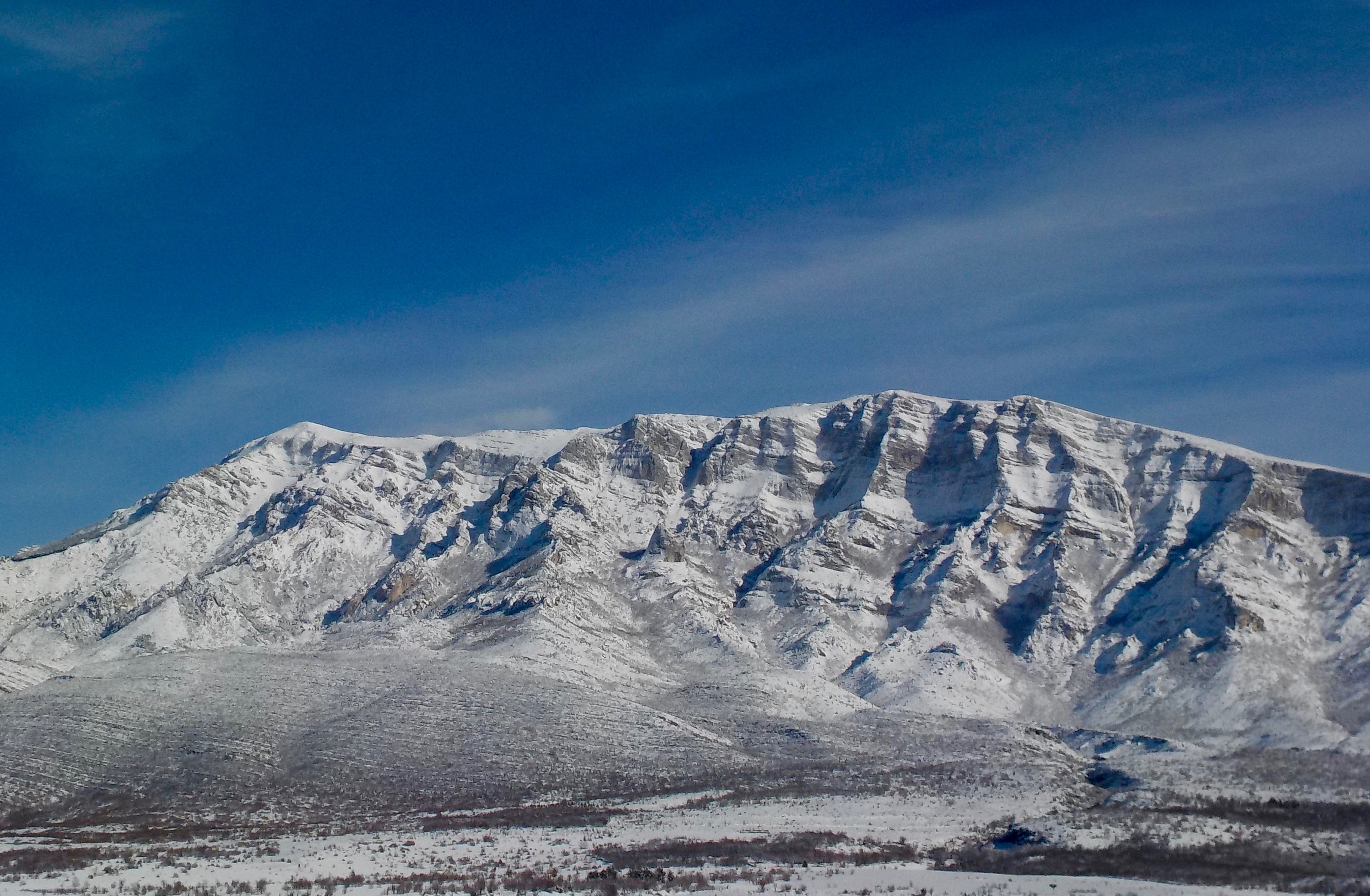
Partie centrale des monts Dinara

Le karst dinarique est un phénomène internationalement reconnu qui couvre une zone beaucoup plus large, et il a été nommé d'après les monts Dinara comme localité type. C'est le plus grand corps naturel de karst au monde, avec des dépôts de huit kilomètres d'épaisseur et des champs karstiques très développés qui contiennent tous les phénomènes karstiques. Le parc protège également le cours supérieur de la rivière Cetina. 
La région de Dinara est extrêmement riche en espèces endémiques et menacées. Il abrite plus de 1 000 espèces végétales (un cinquième de la flore croate totale), dont 75 sont des espèces endémiques nationales. Plus de 20 espèces animales endémiques sont connues, dont un mammifère – le campagnol dinarique. On trouve également des ours bruns, des lynx, des sangliers et des loups. Les monts Dinara abritent le plus haut sommet de Croatie - le mont Dinara (1831 mètres). Sur le territoire du parc naturel de Dinara, on recense 11 zones du réseau écologique (2 zones pour les oiseaux et 9 pour les espèces et les habitats), de sorte que 87% de la superficie du parc est également classée zone Natura 2000. Les hautes prairies dinariques (rudina) sont l'habitat le plus important de la vipère d'Orsini (Vipera ursinii macrops) en Croatie.